# Ronde Klip (Willemstad)
Ronde Klip – dzielnica (wijk) miasta Willemstad oraz osada (buurt), w dystrykcie Willemstad, w kraju autonomicznym Curaçao, należącym do Holandii, w Ameryce Południowej. 20 października 2023 r. liczyła 727 mieszkańców.  

## Osady
W skład dzielnicy wchodzą dwie osady (buurt):
| Lp. | Nazwa      | Powierzchnia km² | Liczba mieszkańców |
| --- | ---------- | ---------------- | ------------------ |
| 1.  | Cocorie    | 0,62             | 257                |
| 2.  | Ronde Klip | 9,67             | 470                |